# كيفن أوبراين (سياسي)
كيفن أوبراين هو سياسي كندي، ولد في 25 أغسطس 1956 في كندا. حزبياً، نشط في حزب المحافظين التقدمي في نيوفندلاند ولابرادور ‏.